# Michel Loriot (père)
Ne doit pas être confondu avec Michel Loriot.
Michel Loriot, seigneur du Fief-Rosti, de La Barbotière, de La Noë et de La Bretonnière, fut maire de Nantes de 1577 à 1578. Il était conseiller du roi et maître des comptes à Nantes.

## Biographie
Michel Loriot est le fils d'Edmé Loriot, délégué des marchands de Nantes, et d'Ysabeau Adam. Marié avec Thomine du Chesne, fille de Bertrand du Chesne et de Jeanne Pillays, il est le père de Michel Loriot.
Juge en 1573, il devient grand sénéchal de la ville de Nantes en 1577.